# Gösta Rodhe
Gösta Rodhe, född 11 maj 1912 i Kristianstad, död 22 oktober 1984 i Slottsstadens församling i Malmö, var en svensk läkare. Han var son till Allan Rodhe.
Efter studentexamen i Visby 1931 blev Rodhe medicine kandidat vid Karolinska institutet i Stockholm 1934, medicine licentiat där 1939 och genomgick utbildning i invärtes medicin, pediatrik och barn- och ungdomspsykiatri 1940–1948. Han var praktiserande barnläkare 1948–1953, läkare vid psykiska barn- och ungdomsvården (PBU) i Stockholm 1948–1951, skolpsykiater vid Stockholms kommunala skolor 1951–1959, biträdande skolöverläkare vid Skolöverstyrelsen 1953–1959 och skolöverläkare där 1959–1971. Han var läkare vid Stockholms stads mödrahem i Råsunda 1943–1960, vid Midsommarkransens folkskola 1948–1959 och vid Hjorthagens spädbarnshem från 1955. 
Rodhe var ledamot av skolarbetsstudieutredningen 1967, utredningen angående sexualundervisning 1974 och expert i sexualbrottsutredningen 1976. Han författade skrifter i pediatrik och mentalhygien. Gösta Rodhe är begravd på Limhamns kyrkogård i Malmö.